# 大理武庙
大理武庙，又称关帝庙，位于云南省大理州大理市大理镇大理古城博爱路53号，始建于明洪武十七年（1384年）。

## 历史
大理武庙始建于明朝洪武十七年（1384年），明清时期屡遭兵燹，清康熙二十五年（1687年）、康熙三十年（1692年）等多次重修。咸丰六年（1856年）又毁于战火，光绪元年（1875年）由提督杨玉科捐资重建。清光绪三十二年（1906年），总兵苏伦元倡捐重修。民国时期曾设平民工厂，中华人民共和国成立后改为大理县粮食局仓库，主体建筑渐遭拆改。至1980年代，武庙原建筑仅存庑殿及照壁等。1985年9月20日，大理市人民政府将照壁以及嵌入庑殿墙体内的两块石碑以“武庙照壁（含二碑）”的名称公布为第一批大理市文物保护单位。1994年，大理市人民政府拨款2.8万元对武庙照壁进行抢救性维修。2007年，云南城投公司启动“河赕古道·武庙会”项目，武庙范围内包括庑殿在内的所有建筑被拆除，之后在原址基础上重建武庙，融入商业与文化功能。2012年底，大理武庙民间造像艺术博物馆对外开放。2020年9月17日，武庙照壁被公布为第七批大理白族自治州文物保护单位。

## 建筑
大理武庙座西向东，沿中轴线曾分布棂星门、两厢、武成门、庑殿、大殿等建筑，大殿内供奉关羽、岳飞神位。原建筑现存正门前的一座照壁，采用白族“三滴水”式样，南耳壁已毁，仅存主壁及北耳壁，原通长29.5米，主壁长15.5米、高8.2米，耳壁长7米、高5.7米，墙体厚1.65米。檐下饰石雕斗拱及瑞兽，彩绘斑驳古朴。是大理现存年代较早，体量较大的照壁。
武庙尚存康熙二十五年（1686年）云南提督桑格撰、李世荣书《关圣帝庙碑记》，以及康熙三十一年（1692年）云贵总督范承勋撰、李世荣书《重修关帝庙碑记》两通清代碑刻。

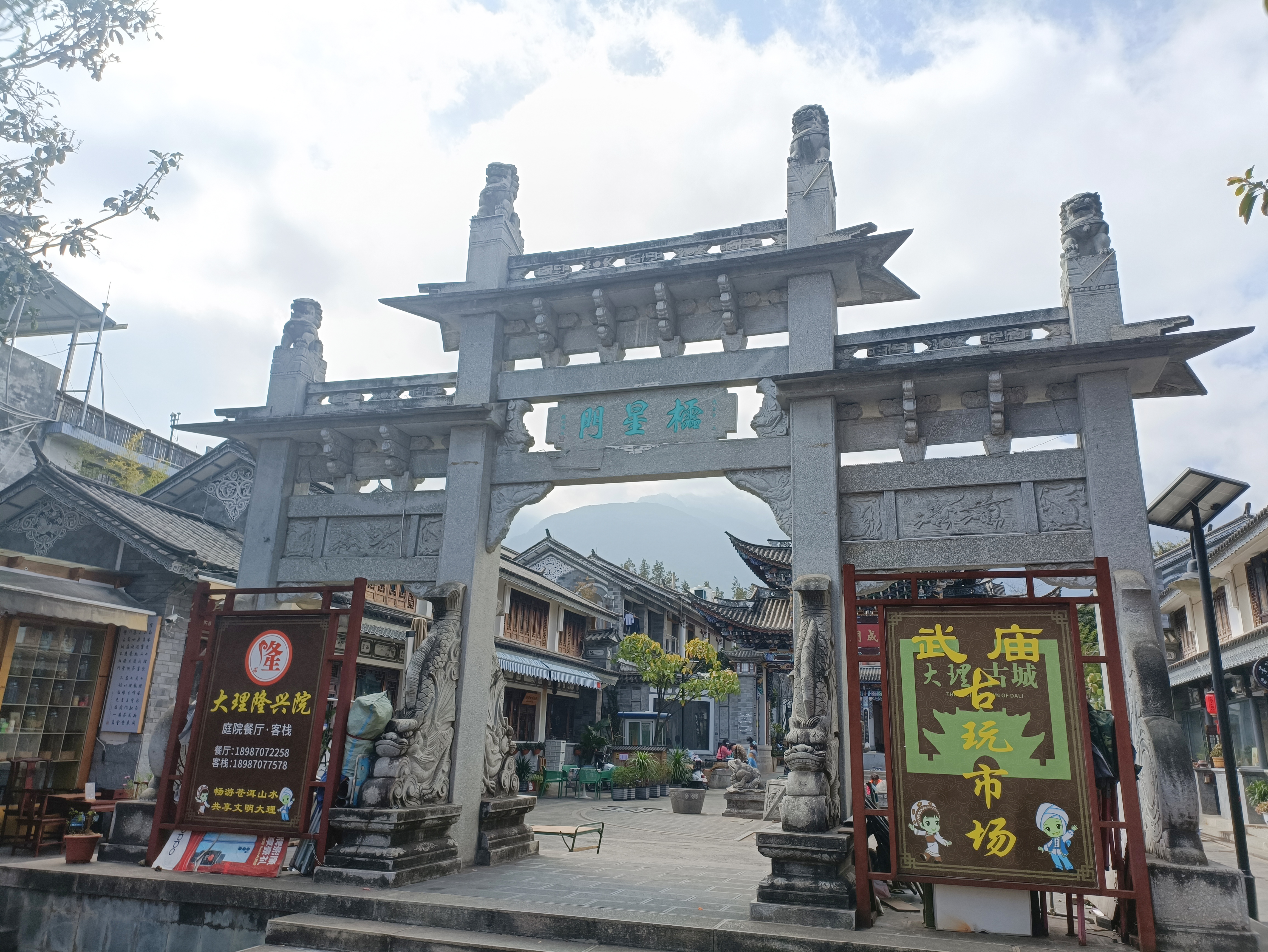
棂星门
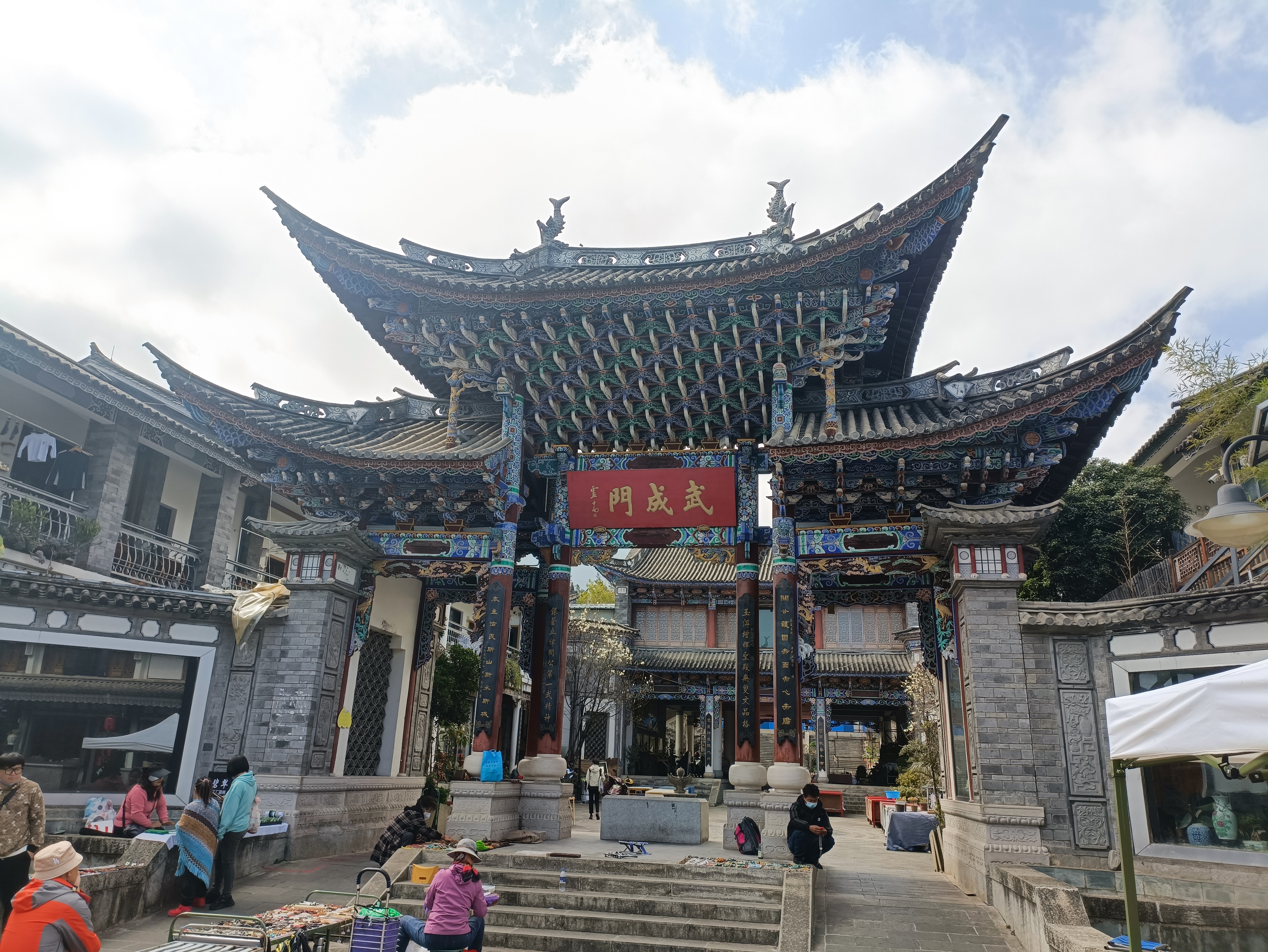
武成门
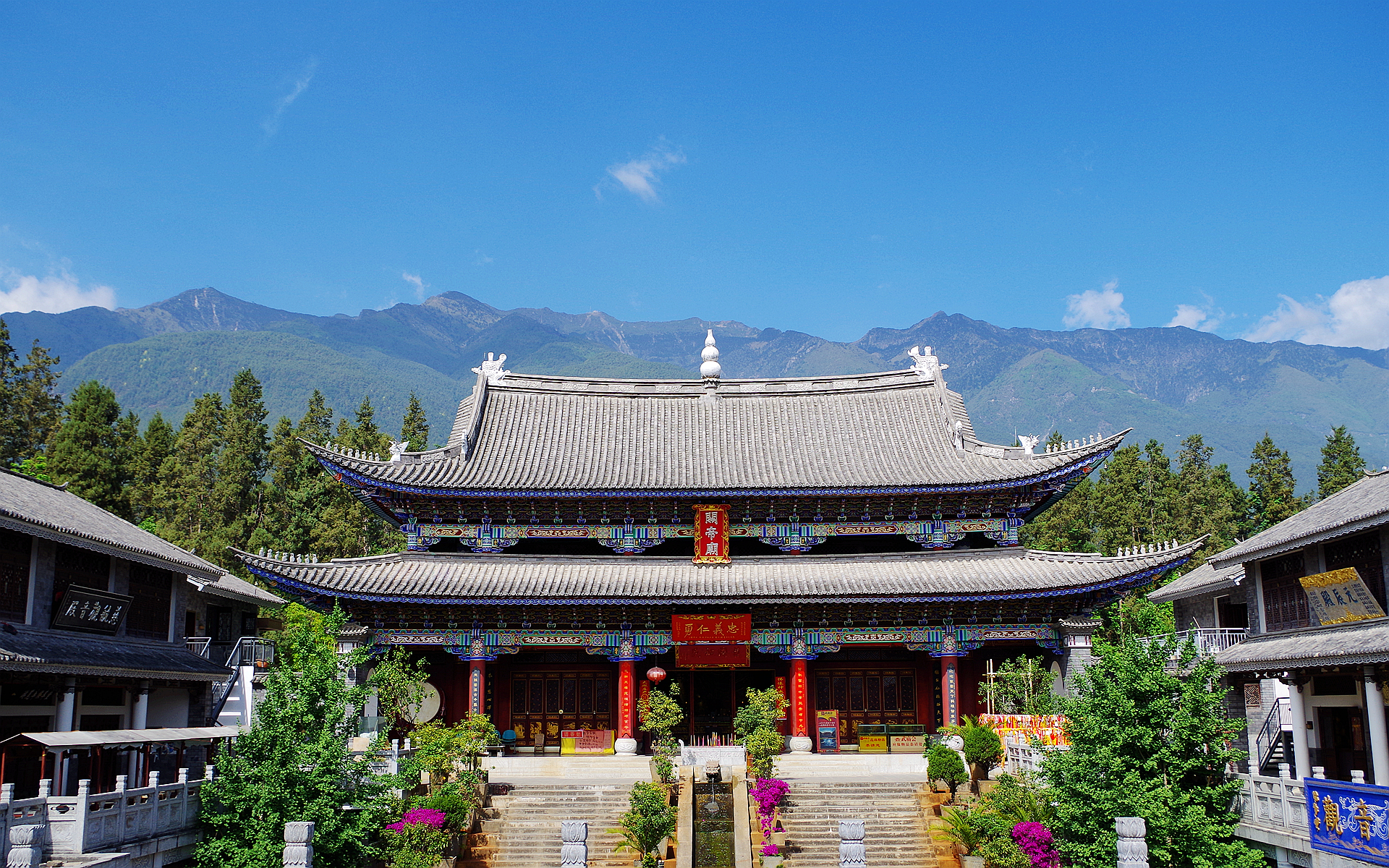
大殿